# Constantin Pârvu
Constantin Pârvu (n. 17 februarie 1943) este un deputat român în legislatura 1990-1992, ales în județul Ialomița pe listele partidului FSN. În cadrul activității sale parlamentare, Constantin Pârvu a fost membru în grupurile parlamentare de prietenie cu Republica Portugheză, Franța și Canada.